# کاباره مردان مسن
کاباره مردان مسن (لهستانی: Kabaret Starszych Panów) یک نمایش تلویزیونی کمدی لهستانی بود که در اواخر دهه ۱۹۵۰ تا اواسط دهه ۱۹۶۰ (۱۹۵۸ تا ۱۹۶۶) پخش می‌شد و تعداد زیادی از بازیگران و هنرمندان برجسته در قسمت‌های مختلف آن شرکت داشتند. مجریان و تهیه‌کنندگان این نمایش تلویزیونی یژی واسوفسکی و یرمی پشیبورا، دو هنرمند سالخورده لهستانی بودند که عنوانِ «مردان مسن» در نام سریال، اشاره به آنهاست. بازی این دو هنرمند در این نمایش تلویزیونی، نامشان را در سراسر کشور بر سر زبان‌ها انداخت و موجب شهرت‌شان شد. طنزِ آنها را «پوچ‌گرایانه، پیچیده و ظریف» توصیف کرده‌اند.
برخی از هنرمندان نامداری که در این سریال به‌عنوان هنرمند مهمان حضور داشتند، میچیسواف چخوویچ، ادوارد جیوینسکی، ویسواف گوواس، کالینا یندروشیک، ایرنا کفیاتکوفسکا، باربارا کرافتوونا و ویسواف میخنیکوفسکی بودند.